# Ali Mbaé Camara
Ali Mbaé Camara (13 de abril de 1970) é um ex-futebolista e treinador de futebol comorense que jogava como meio-campista.

## Carreira
Revelado pelo Lens, Camara teve uma curtíssima carreira de jogador, tendo atuado por apenas 4 anos pelo Calais.
Como técnico, estreou em 2006, comandando a Seleção Comorense por um ano, deixando o cargo em 2007. Voltou a treinar os Celacantos em 2011, substituindo Mohamed Chamité. Deixou a Seleção em 2013, e desde então permanece desempregado.